# 山之内秀一郎
山之内 秀一郎（やまのうち しゅういちろう、1933年7月10日 - 2008年8月8日）は、日本の実業家。東日本旅客鉄道株式会社（JR東日本）では初代副社長、会長、顧問を歴任し、宇宙航空研究開発機構（JAXA）では理事長に就任した。
2007年に瑞宝重光章を受章。

## 来歴・人物
東京都出身。1956年東京大学工学部機械工学科を首席で卒業。同大在学時には鉄道研究会に所属していた。鉄道研究会に入った理由は、国鉄への就職を志していたからという。JRの経営者としては、石井幸孝（車両分野）、須田寬（営業分野）と並ぶ、鉄道ファンとして知られていた。
同年に日本国有鉄道入社。京都客貨車区長（1961年10月より向日町運転区長）にて、特急「白鳥」「かもめ」「みどり」等のディーゼル化、その後本社運転局にて信越本線横川駅～軽井沢駅間の粘着運転切り替えや、特急列車のスピードアップに携わる。1965年に東京鉄道管理局電車課長、1968年に本社運転局保安課、1969年から国際鉄道連合事務局へ出向しパリに赴いた。日本に戻った1972年6月以降は名古屋鉄道管理局運転部長・東京北鉄道管理局長・本社運転局長・常任理事を歴任。運転局長時代には運転業務全般に携わった。
1987年の国鉄分割民営化と同時にJR東日本副社長に就任（反対派の仁杉巌前総裁他9名を放逐した事に対する中曽根康弘の論功行賞と見られている）。オリエント急行の日本運行に携わったほか、「寿命半分・価格半分・重量半分」のフレーズを掲げる新型車両（後の209系）の開発を発案し京浜東北線に導入した。さらに自動改札機の導入を強く推進し、Suicaの成立にも影響を与えた。また、鉄道における事故対策に注力した。国鉄では運転士が自らの原因で正常運転から30秒遅れると処分を受ける慣行が100年以上続いていたが、JR発足後やめさせるなど、常に先例主義を嫌い、発想の転換を貫き、改革を実現させていった。その後副会長・会長職に就いた後、2000年に退任。
JR東日本から退任後、ロケットの連続打ち上げ失敗で批判が高まっていた宇宙開発事業団（NASDA）理事長に国鉄分割民営化を成功させた手腕を買われて就任した。2003年10月にはNASDAと宇宙科学研究所、航空宇宙技術研究所の機関統合によって発足した宇宙航空研究開発機構(JAXA)の初代理事長に横滑りし、日米間の宇宙協力関係への強化に携わり、2004年11月に退任した。この時の功績が評価され、2005年にはNASAより栄誉賞を受けている。
JAXA退任後、JR東日本に顧問として復帰していたが、2008年8月8日午後8時42分、心不全により死去。75歳没。墓所は多磨霊園。

## 略歴
- 1933年 - 東京に生まれる。
- 1952年 - 東京都立新宿高等学校卒業。
- 1956年 - 東京大学工学部を卒業、日本国有鉄道に入社。
- 1961年 - 大阪鉄道管理局京都客車区長、同 向日町運転区長。
- 1962年 - 運転局 列車課補佐。
- 1963年 - 運転局 計画課補佐。
- 1966年 - 東京鉄道管理局 運転部 電車課長。
- 1968年 - 運転局 保安課補佐。
- 1969年 - 外務部 補佐、国際鉄道連合事務局（パリ）へ出向。
- 1972年 - 名古屋鉄道管理局 運転部長。
- 1974年 - 経営計画室 計画主幹。
- 1976年 - 運転局 調査役。
- 1977年 - 運転局 保安課長。
- 1979年 - 運転局 計画課長。
- 1981年 - 東京北鉄道管理局長。
- 1982年 - 運転局長。
- 1985年 - 常務理事。
- 1987年 - 東日本旅客鉄道株式会社代表取締役副社長。
- 1993年 - 同社代表取締役副会長。
- 1996年 - 同社取締役会長。
- 2000年 - 同社取締役相談役。
- 2000年 - 宇宙開発事業団理事長。
- 2003年 - 独立行政法人宇宙航空研究開発機構理事長。
- 2004年 - 同機構退任。
- 2005年 - 東日本旅客鉄道株式会社顧問。
- 2008年 - 8月8日死去。享年75。

## エピソード
- 名古屋鉄道管理局時代、新聞記者から当時開発に携わっていた振り子電車の乗り心地について質問を受け、「ワルツを踊っているようなもの」と答えたところ、そのまま記事の見出しで「ワルツ電車、中央線を走る」と書かれた。開発に悪戦苦闘した事もあり、後に山之内本人は振り子機構には消極的な思考に至ったと自著で明かしている[5]。
- 東京機関区にて電気機関車の運転実習を受けたが、西明石駅列車脱線事故の後、東京機関区を視察した際、態度の悪い乗務員を見て閉口。東京機関区の廃止を指示し、東京機関区は廃止となった[6]。

## 著書・参考文献
- 『世界鉄道の旅』 大陸書房、1981年。
- 『ヨーロッパ鉄道四季暦』 東京書籍、1992年。ISBN 4487753201
- 『鉄道と情報システム』 交通新聞社、1998年。ISBN 4875130724
- 『新幹線がなかったら』 東京新聞出版局、1998年。ISBN 4808306581 ※参考文献 朝日文庫、2004年。ISBN 402261451X
- 『鉄道とメンテナンス』 交通新聞社、2000年。ISBN 4875130937
- 『なぜ起こる鉄道事故』 東京新聞出版局、2000年。ISBN 480830726X 朝日文庫、2005年。ISBN 402261479X
- 『東北・上越新幹線』 JTB、2002年。ISBN 4533045138
- 『世界鉄道めぐり 歴史と芸術を訪ねて』 交通新聞社、2007年。ISBN 4330928078
- 『JRはなぜ変われたか』 毎日新聞社、2008年。ISBN 4620318329